# Adrian Banaszek
Adrian Banaszek (Boża Wola, 21 oktober 1993) is een Pools voormalig wielrenner die anno 2024 actief is als ploegleider bij Mazowsze Serce Polski. Zijn broer, Norbert is ook actief als wielrenner. Net als hun neef Alan.

## Carrière
In 2013 won Banaszek met zijn ploeggenoten Marcin Sapa, Robert Radosz, Paweł Bernas, Jarosław Kowalczyk, Mateusz Komar en Piotr Kirpsza de ploegentijdrit in de Ronde van Mazovië.
In 2015 werd hij tiende op het Europees kampioenschap voor beloften, in dezelfde tijd als winnaar Erik Baška. Later dat jaar tekende hij zijn eerste profcontract bij ActiveJet Team, dat op 1 januari 2016 in zou gaan. Zijn debuut voor die ploeg maakte hij in de GP Denain, waar hij op plek 86 eindigde. In juli won hij de proloog van de Ronde van Mazovië, voor zijn ploeggenoot Kamil Gradek en de Duitser Maximilian Beyer. De leiderstrui die hij hieraan overhield verloor hij een dag later aan Beyer. Bijna een maand na zijn eerste overwinning voor Verva ActiveJet nam hij voor de eerste maal deel aan een World Tour-wedstrijd: in de EuroEyes Cyclassics eindigde hij op plek 129. In oktober nam hij deel aan het wereldkampioenschap, maar reed hier de wegrit niet uit.

## Overwinningen
2013
4e etappe Ronde van Mazovië (ploegentijdrit)
2016
Proloog Ronde van Mazovië
2017
Proloog Ronde van Mazovië
2022
1e etappe Belgrado-Banja Luka (ploegenrijdrit)

## Resultaten in voornaamste wedstrijden
| Jaar | Cyclassics Hamburg |  | WK op de weg |
| ---- | ------------------ |  | ------------ |
| 2016 | 124e               |  | opgave       |

## Ploegen
- 2012 –  BDC-Marcpol Team
- 2013 –  BDC-Marcpol Team
- 2014 –  BDC Marcpol
- 2015 –  Kolss-BDC Team
- 2016 –  Verva ActiveJet Pro Cycling Team
- 2017 –  Kolss Cycling Team (vanaf 24-3)
- 2018 –  Voster Uniwheels Team
- 2019 –  Voster ATS Team
- 2020 –  Mazowsze Serce Polski
- 2021 –  HRE Mazowsze Serce Polski
- 2022 –  HRE Mazowsze Serce Polski
- 2023 –  HRE Mazowsze Serce Polski

Aniołkowski · A.Banaszek · N.Banaszek · Bernas · Bodnar · Charucki · Cieślik · Franczak · Gradek · Hník · Koch · Podlaski · Polnický · Simón · Stachowiak · Staniszewski
Banaszek · Czubak · Grabis · Komar · Krawczyk · Nowaczek · Parma · Podlaski · Sobieraj · Stachowiak